# Boerhavia hereroensis
Boerhavia hereroensis är en underblomsväxtart som beskrevs av Anton Heimerl. Boerhavia hereroensis ingår i släktet Boerhavia och familjen underblomsväxter. Inga underarter finns listade i Catalogue of Life.